# Palárikovské lúky
Palárikovské louky (slovensky Palárikovské lúky) jsou přírodní rezervace v katastrálním území obce Palárikovo v okrese Nové Zámky v Nitranském kraji na Slovensku. Území bylo vyhlášeno v roce 2011 a jeho rozloha je 16,93 hektaru. Předmětem ochrany jsou biotopy nížinných a podhorských kosených luk, vnitrozemských slanisek a slaných luk s výskytem pcháče žlutoostenného (Cirsium brachycephalum) a kuňky obecné (Bombina bombina).